# 板桥街道 (宣威市)
板桥街道，是中华人民共和国云南省曲靖市宣威市下辖的一个街道办事处。
2013年10月20日，云南省人民政府批复同意撤销板桥镇，设立板桥街道。

## 行政区划
板桥街道下辖以下地区：
板桥村、西边村、庄子村、下村、龙津村、鸭塘村、耿屯村、东屯村、歌乐村、永安村、土城村、木乃村和石缸村。

## 交通
- 沪昆铁路：龙津沟站